# Вотсон Тауншип (округ Воррен, Пенсільванія)
Вотсон Тауншип (англ. Watson Township) — селище (англ. township) в США, в окрузі Воррен штату Пенсільванія. Населення — 230 осіб (2020).

## Демографія
Згідно з переписом 2010 року, у селищі мешкали 274 особи в 127 домогосподарствах у складі 79 родин. Було 468 помешкань
Расовий склад населення:
| - 99,3 % — білих - 0,4 % — чорних або афроамериканців |

До двох чи більше рас належало 0,4 %. Частка іспаномовних становила 0,4 % від усіх жителів.
За віковим діапазоном населення розподілялося таким чином: 15,0 % — особи молодші 18 років, 71,1 % — особи у віці 18—64 років, 13,9 % — особи у віці 65 років та старші. Медіана віку мешканця становила 49,0 року. На 100 осіб жіночої статі у селищі припадало 122,8 чоловіків;  на 100 жінок у віці від 18 років та старших — 121,9 чоловіків також старших 18 років.
Середній дохід на одне домашнє господарство  становив 65 050 доларів США (медіана — 55 625), а середній дохід на одну сім'ю — 75 782 долари (медіана — 71 250). За межею бідності перебувало 10,4 % осіб, у тому числі 22,8 % дітей у віці до 18 років та 15,4 % осіб у віці 65 років та старших.
Цивільне працевлаштоване населення становило 134 особи. Основні галузі зайнятості: виробництво — 24,6 %, освіта, охорона здоров'я та соціальна допомога — 17,9 %, роздрібна торгівля — 15,7 %.